# 上社車站
上社車站（日语：／ Kamiyashiro eki */?）是位於愛知縣名古屋市名東區上社一丁目，屬於名古屋市營地下鐵東山線的車站。本站雖為地下鐵之車站，但月台設於地上2樓的位置。車站編號為H20。

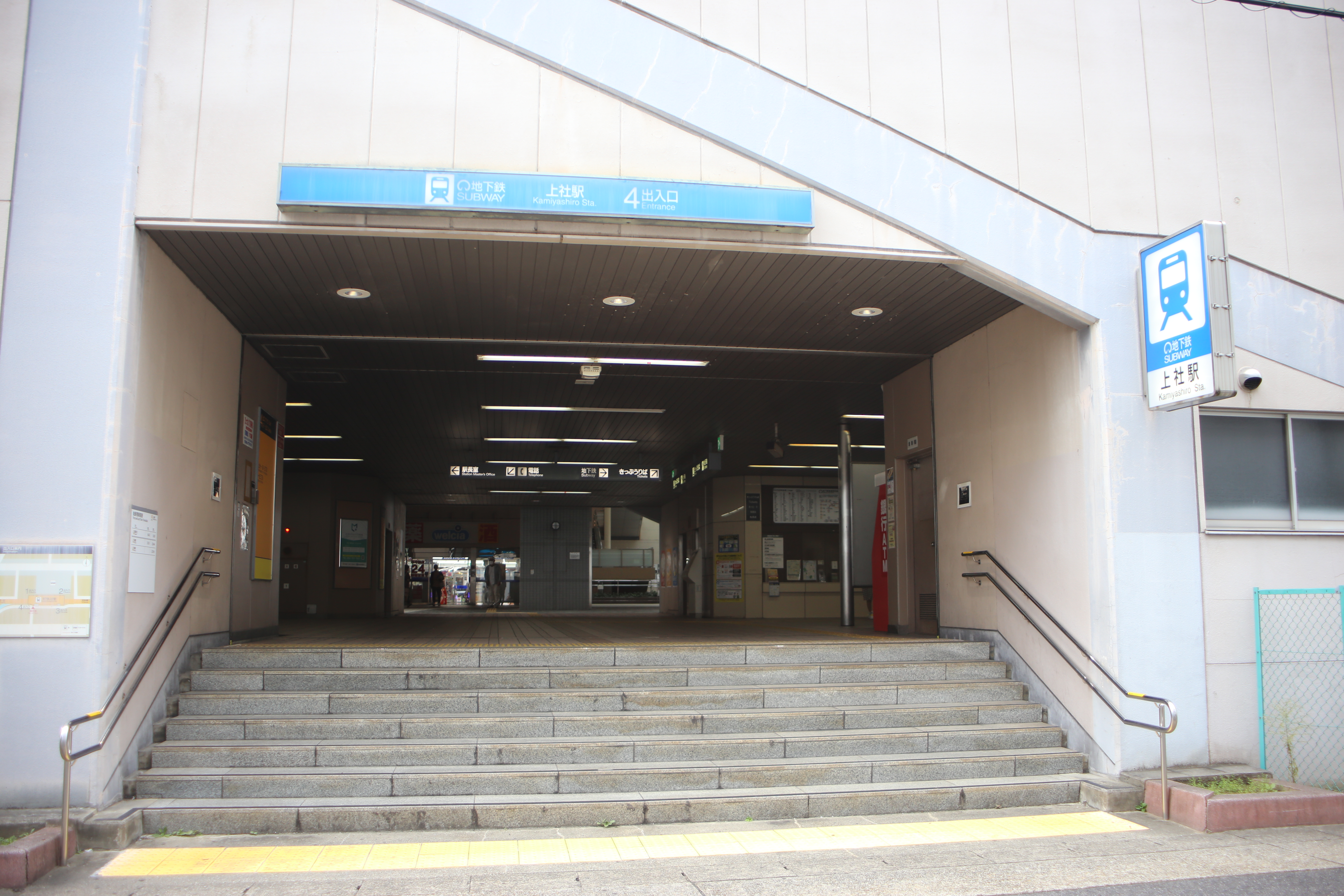
4號出入口(2022年9月)

## 車站結構

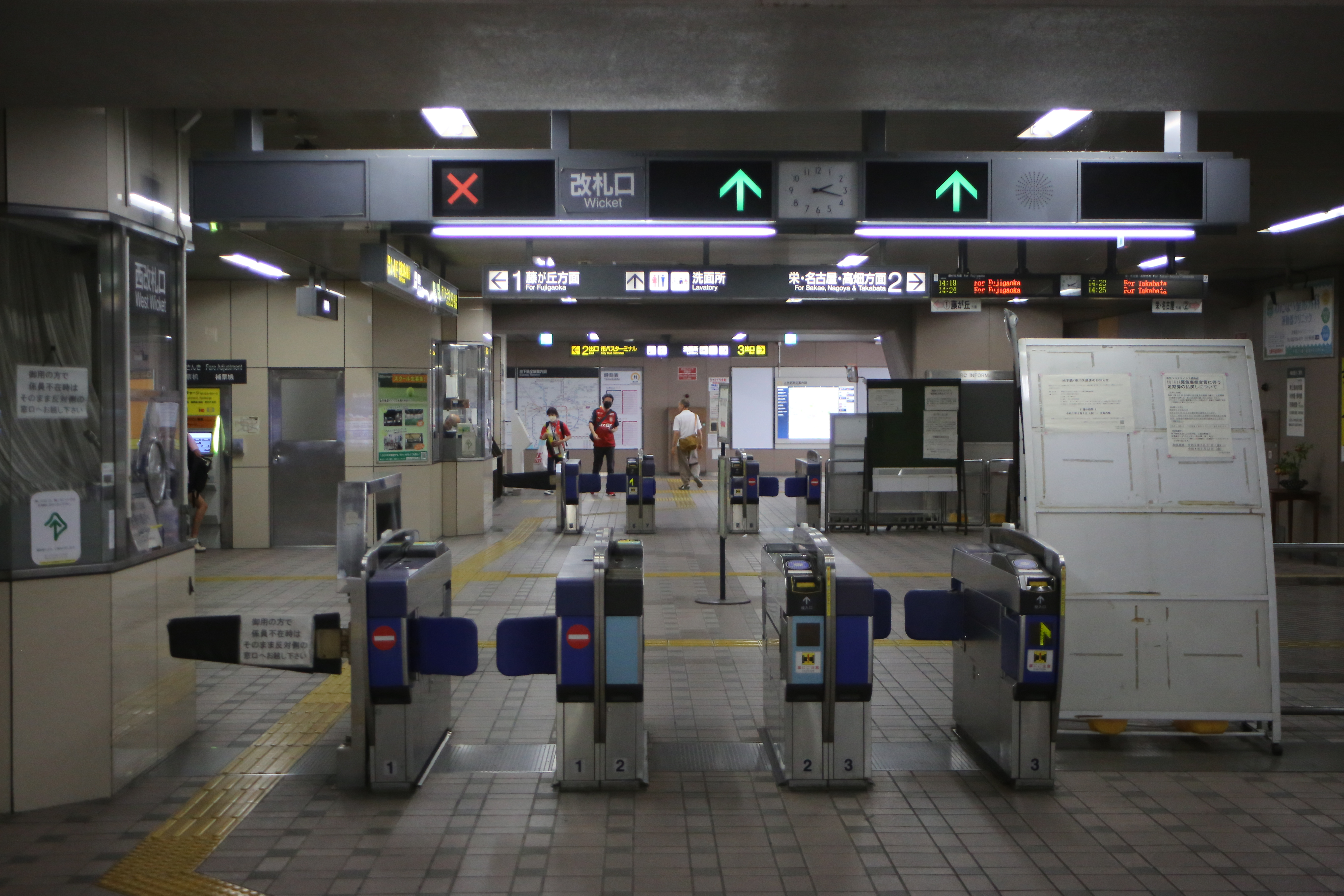
驗票口(2022年9月)

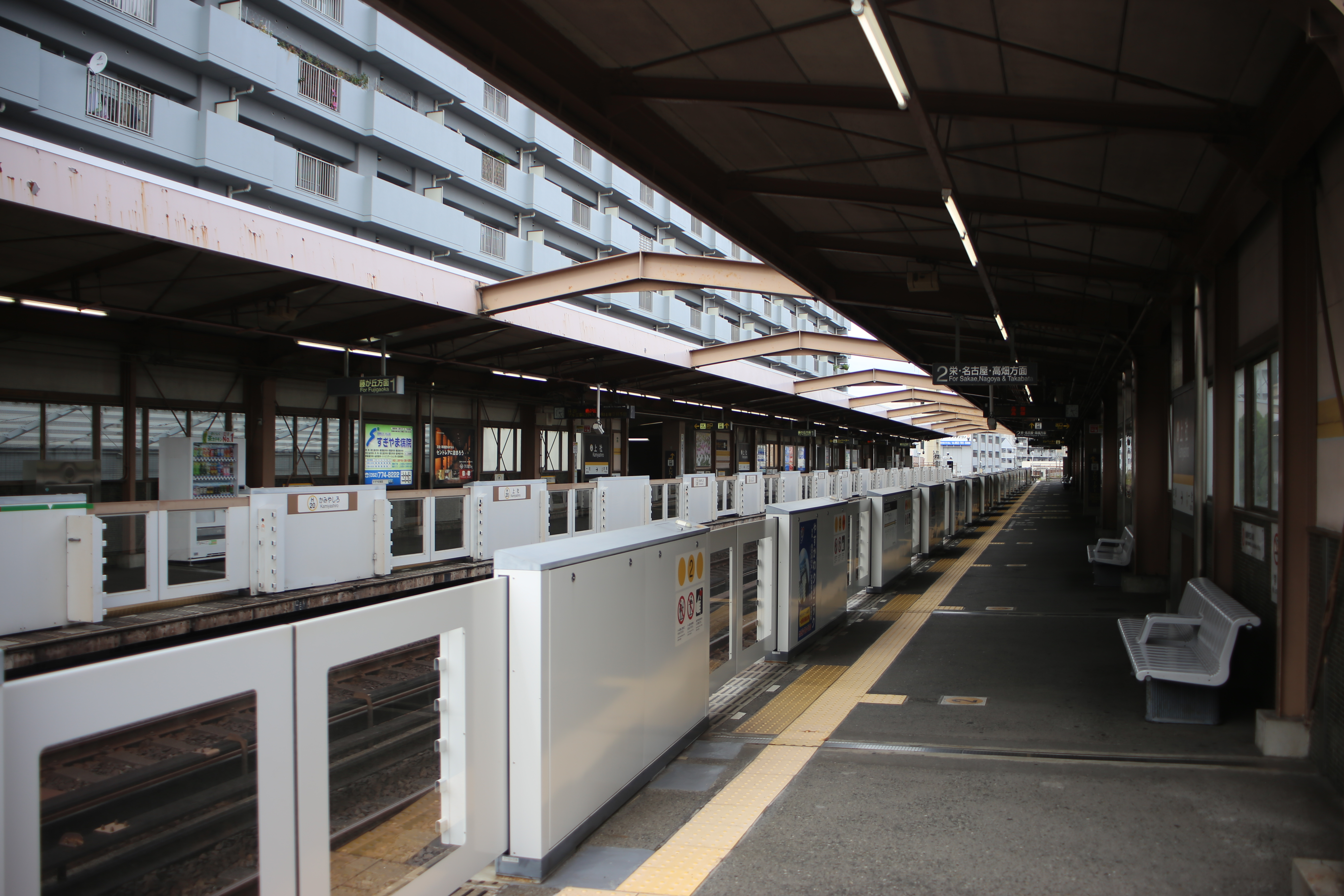
月台(2022年9月)

本站為為2面2線側式月台之高架車站。

### 月台配置
| 月台 | 路線   | 目的地               |
| ---- | ------ | -------------------- |
| 1    | 東山線 | 藤丘方向             |
| 2    | 東山線 | 榮、名古屋、高畑方向 |

## 相鄰車站
名古屋市營地下鐵
 東山線
一社（H19）－上社（H20）－本鄉（H21）

## 外部連結
- 上社 - 名古屋市交通局

35°10′25″N 137°00′24″E / 35.173568°N 137.006747°E